# Keizer Karelplein (Maastricht)
Het Keizer Karelplein is een plein in het centrum van de Nederlandse stad Maastricht, dat genoemd is naar Karel de Grote. Aan het plein liggen 9 rijksmonumenten, waarvan de Sint-Servaasbasiliek het belangrijkste is.

## Ligging
Het Keizer Karelplein ligt in de buurt Binnenstad in de wijk Maastricht-Centrum. Het plein ligt enigszins achteraf aan de noordwestzijde van het Vrijthof en bestaat eigenlijk uit twee pleintjes met een stuk straat ertussen. Het westelijk pleindeel, bij het noordportaal van de Sint-Servaasbasiliek, is min of meer vierkant van vorm. Het oostelijk deel van het plein, grenzend aan het Vrijthof, is driehoekig en kleiner. Ten westen van de Sint-Servaaskruisgang ligt de Sint-Maternushof, een intiem pleintje dat echter niet tot de openbare ruimte behoort. Opvallend is het hoogteverschil tussen het zuidwestelijk deel, het verlengde Sint Servaasklooster, en de rest van het plein. Dit hoogteverschil wordt benadrukt door een keermuur tussen de kosterswoning van de basiliek en de Sint-Servaasfontein. 

## Geschiedenis

### Westelijk pleindeel
De huidige benaming Keizer Karelplein dateert uit 1903. Voorheen stond het westelijk deel van het plein bekend onder namen als Oude Brusselsepoort, Sint-Servaaspanhuis, Aan den Ancker of Aan den Sleutel. Die laatste namen refereren aan herbergen in dit gebied. De weg leidde van het Vrijthof naar een van de drukste stadspoorten van Maastricht: de Tweebergenpoort, die na de stadsuitbreiding in de 14e eeuw vervangen werd door de Brusselsepoort. De oude poort bleef nog tot 1734 in gebruik als onderdeel van de reserve-verdedigingslinie; in 1926 en 1934 werden de laatste restanten gesloopt.
Vanouds hoorde dit gebied bij de immuniteit van het rijksvrije kapittel van Sint-Servaas. In de omgeving lagen diverse kanunnikenhuizen en enkele economiegebouwen van het kapittel. Tegenover het noordelijk toegangsportaal van de kerk lagen de paardenstallen van de proosdij en het kapittel. Hier stonden de paarden van de rijproosten, de kanunniken die waren aangesteld om de orde te handhaven in de elf banken van Sint-Servaas en daar onder meer de pacht en tiendheffingen inden. Na de opheffing van het kapittel door de Fransen in 1795 werden de stallen in gebruik genomen door het garnizoen, dat er zijn zieke paarden onderbracht.
In 1919 werd vóór het noordwestportaal van de Sint-Servaas een beeld van het Heilig Hart van Jezus op een hoge, klokvormige sokkel geplaatst. In 1981 werd het Heilig Hartbeeld verwijderd omdat het in de weg stond bij de restauratie van de kerk, aanvankelijk met de bedoeling het later te laten terugkeren op dezelfde plek. In 1984 verhuisde het beeld echter naar de Algemene Begraafplaats Tongerseweg. Na het beëindigen van de kerkrestauratie werd het Keizer Karelplein opnieuw ingericht. In 1992 werd hier de Sint-Servaasfontein geplaatst, die voorheen op het Vrijthof had gestaan.

### Oostelijk pleindeel
Op de hoek van het Vrijthof, waar thans de Groote Sociëteit ligt, lag vroeger het Panhuis, de bierbrouwerij van het kapittel. Daarnaast lag de herberg 'In den Sleutel' (waar nu de Sint-Maternushof ligt). Het is niet duidelijk in hoeverre de kanunniken zelf betrokken waren bij het uitbaten van deze herberg, die binnen het immuniteitsgebied van de claustrale singel ('byvanck') lag en dus vrijgesteld was van stedelijke accijnzen. Aan de overkant van de straat lag de 'ziekenstal', een paardenstal van het kapittel, later van de stad, die volgens Flament in 1865 werd afgebroken. Daarnaast lag de Poort van Leuth, een refugiehuis van de heren van Leut, voor het eerst genoemd in 1551. Van 2004-2015 was hier de Maastricht Graduate School of Governance, vanaf 2011 UNU-Merit geheten, gevestigd. Oostelijk hiervan, op de hoek van de Statenstraat, lag het Statenhuis uit begin 18e eeuw, dat in 1830 werd vernieuwd. In 1914 moest het wijken voor het nieuwe Hoofdpostkantoor van architect Marinus Jan Granpré Molière.
In 1909 werd, enkele dagen na de geboorte van prinses Juliana, een lindeboom geplant op het pleintje voor het voormalige refugiehuis Poort van Leuth. Dit deel van het plein, dat voorheen werd aangeduid als Aan den Ancker (vernoemd naar de herberg Het Ancker), werd bij die gelegenheid omgedoopt tot Julianaplein. Van 1942-44, tijdens de Duitse bezetting, was het plein vernoemd naar Willem van Gulik, proost van het Sint-Servaaskapittel en een van de helden van de Guldensporenslag. In 1970 werd de naam Julianaplein geschrapt omdat er na de annexatie van Borgharen verwarring zou kunnen ontstaan met de daar aanwezige Julianastraat. Het pleintje werd vervolgens bij het Keizer Karelplein gevoegd.

## Erfgoed

### Sint-Servaasbasiliek
Het zwaar gehavende gotische Noordportaal van de Sint-Servaasbasiliek werd tijdens de restauratie van 1870-90 door architect Pierre Cuypers vernieuwd en van neogotisch beeldhouwwerk voorzien. Ook de naastgelegen, in 1990 verbouwde kosterswoning is door Cuypers ontworpen. Aan de andere kant van het Noordportaal ligt een 18e-eeuws paviljoen, dat waarschijnlijk dienstdeed als portiersloge voor het kapittel. Aansluitend geeft een hek met hardstenen pijlers toegang tot de Sint-Maternushof, een pleintje dat gedomineerd wordt door een enorme boom. Rondom liggen verder enkele 19e-eeuwse huizen, die deels gebouwd zijn tegen de noordelijke kruisgang van de kerk. Op nr. 3 is de pastorie van de Sint-Servaasbasiliek gevestigd; de nrs. 4 en 5  zijn eveneens in gebruik door kerkelijke instanties of verenigingen. Al deze panden zijn rijksmonumenten. Onder de laatstgenoemde bevindt zich een grote, gewelfde kelder uit de 12e of 13e eeuw, de Kanunnikenkelder.

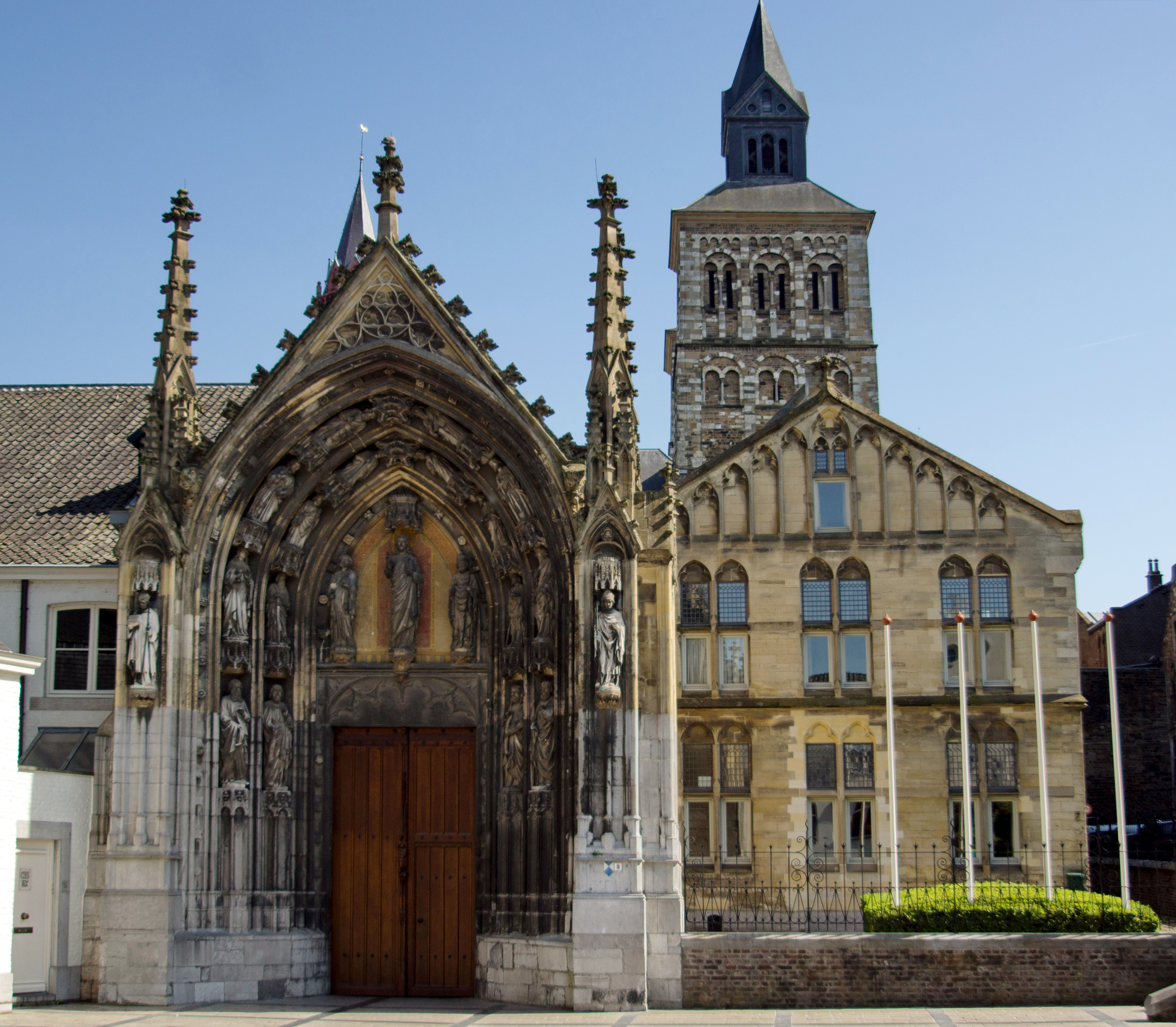
Noordportaal en kosterswoning
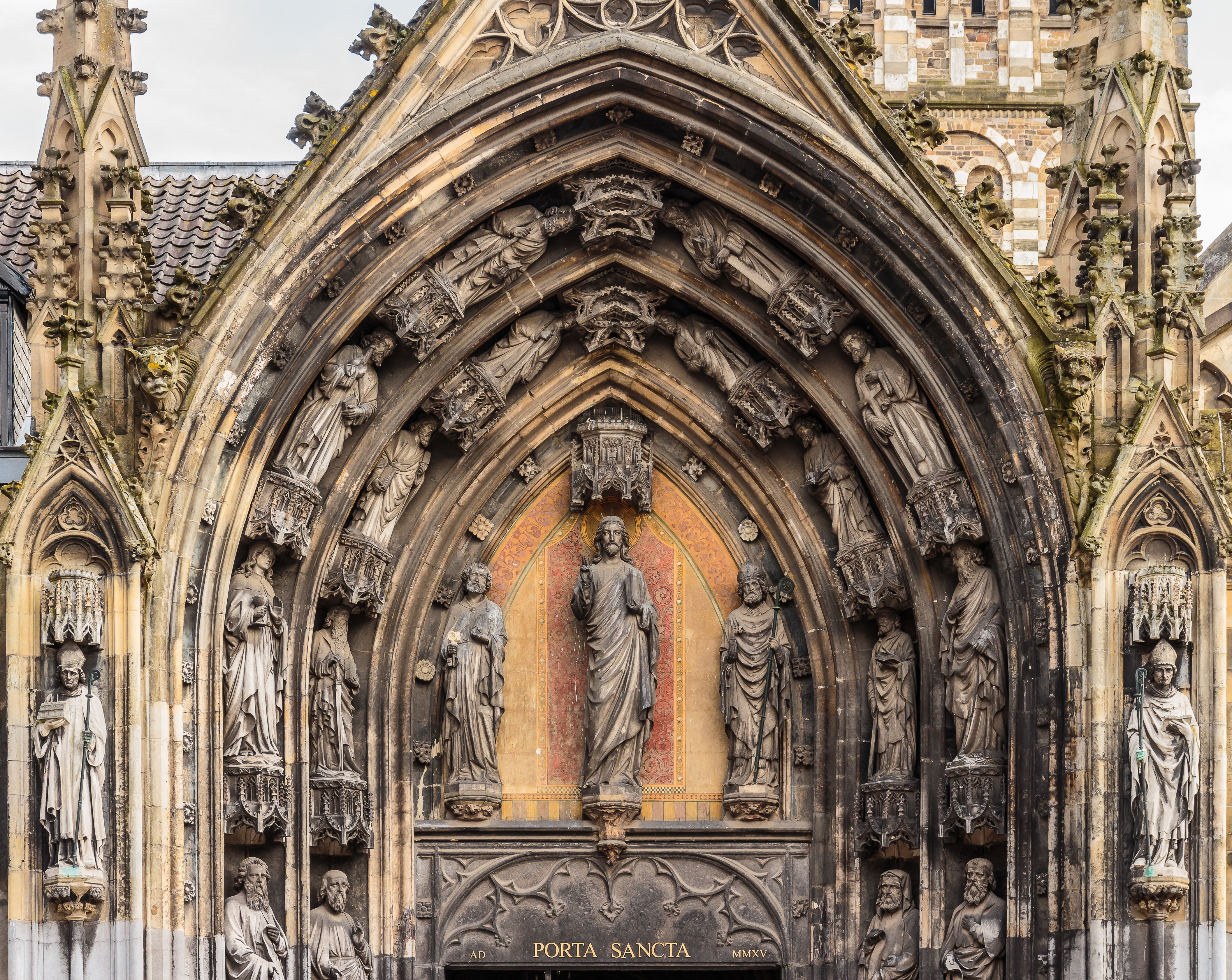
Detail noordportaal
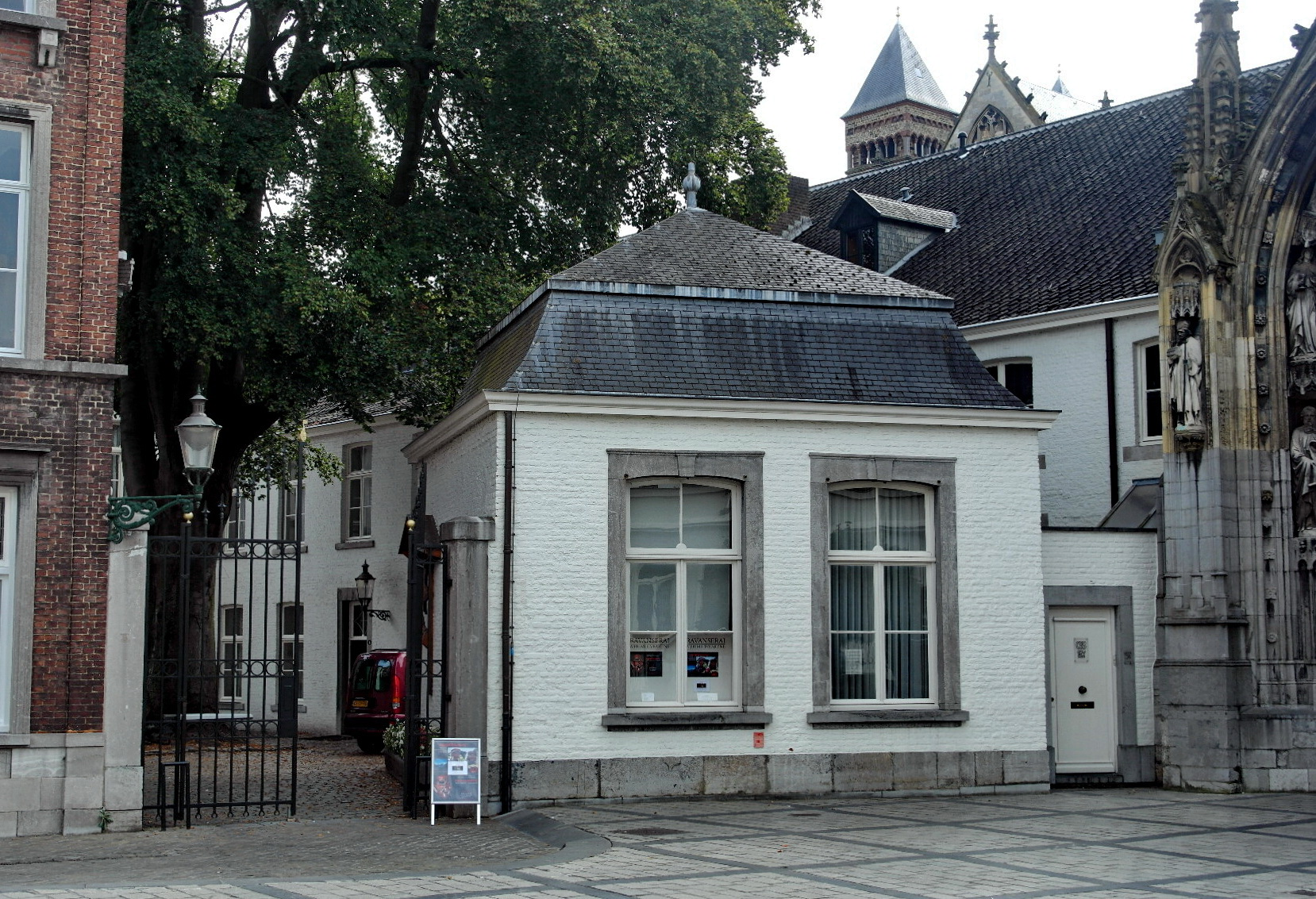
Portiersloge
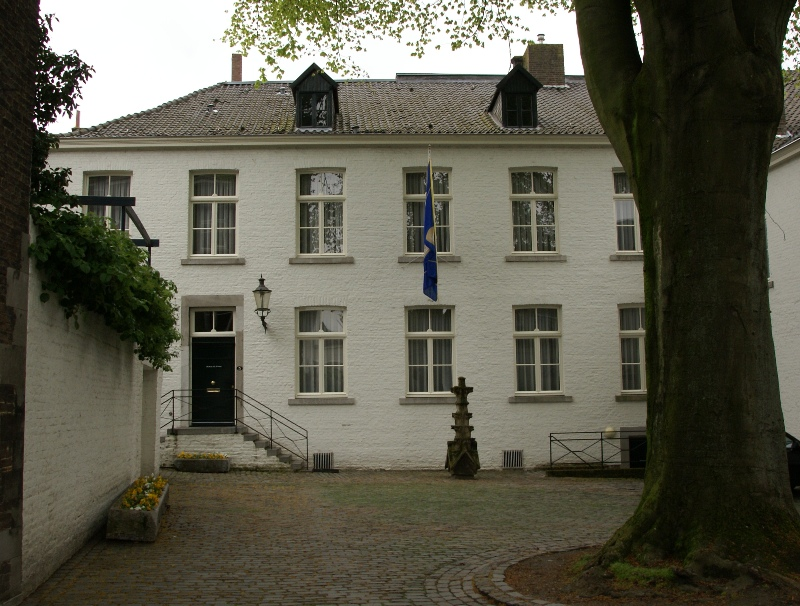
Sint-Maternushof, pastorie

### Kanunnikenhuizen en poorthuizen
Bijzonder zijn de drie voormalige kanunnikenwoningen aan de westzijde van het plein, aansluitend op het Sint Servaasklooster. Keizer Karelplein 8a en 8b vormden ooit een pand, bestaande uit een 18e-eeuws hoofdgebouw en twee zijvleugels. De daartussen liggende voorhof is vanaf de straat toegankelijk via een smeedijzeren hek met stenen pijlers. Naast dit pand, op nr. 8c ligt een paviljoenachtig huis met rondboogvensters en -poorten versierd met gestucte rocailles. Dit huis is geen rijksmonument. Het grote L-vormige hoekhuis op nr. 9 heeft aan beide straatwanden lijstgevels met vijf vensterassen. Aan beide zijden zijn oudere muurgedeelten van mergel te zien.
Op nummer 19 van het voormalige Julianaplein ligt het refugiehuis de Poort van Leuth, waarvan slechts een klein deel vanaf de straat zichtbaar is. Achter de poort bevinden zich twee gebouwen in Maaslandse renaissancestijl, bestaande uit een lange westvleugel en een korte oostvleugel. De muurankers aan de binnenhof vormen het jaartal 1626. Naast het refugiehuis staat het voormalige hoofdpostkantoor van architect Granpré Molière uit 1917, dat begin 21e eeuw door architect Wiel Arets tot short-stay accommodatie werd verbouwd.

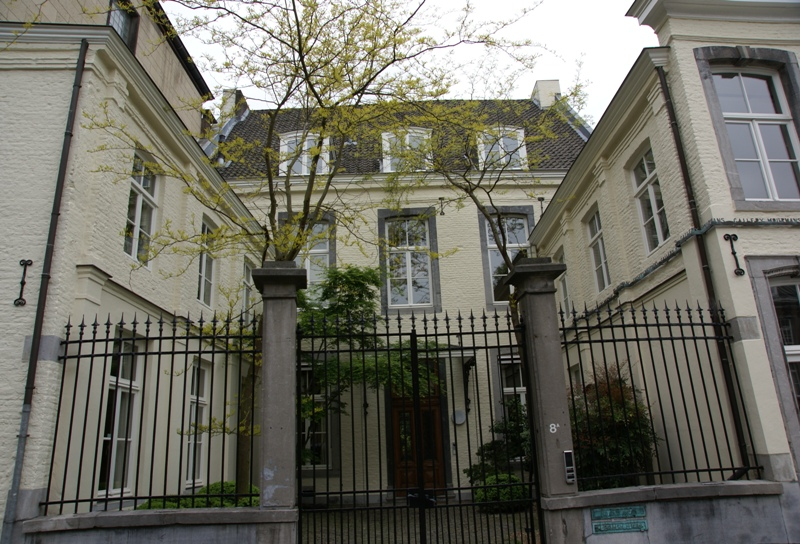
Keizer Karelplein 8a en b
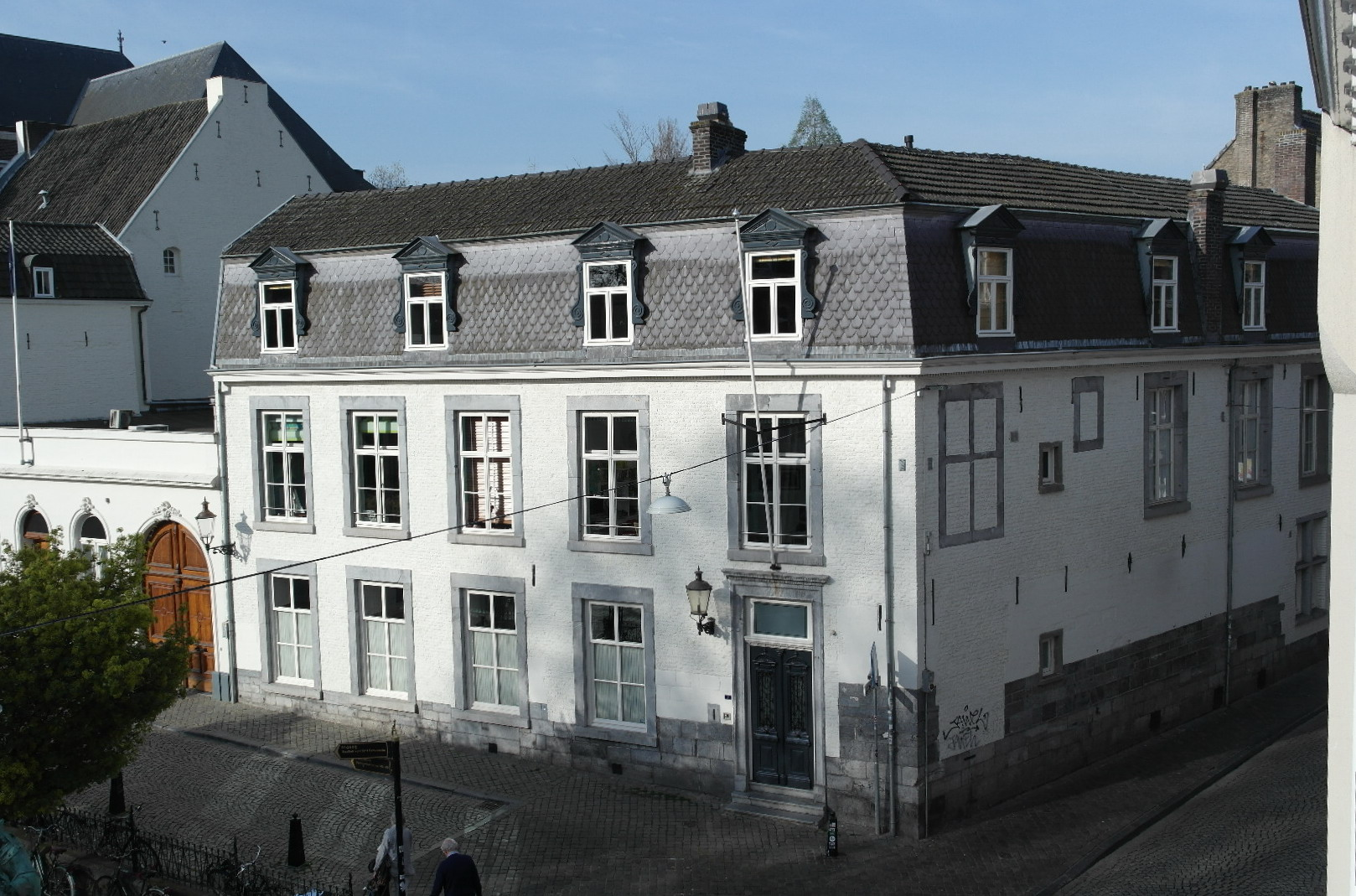
Keizer Karelplein 8c en 9
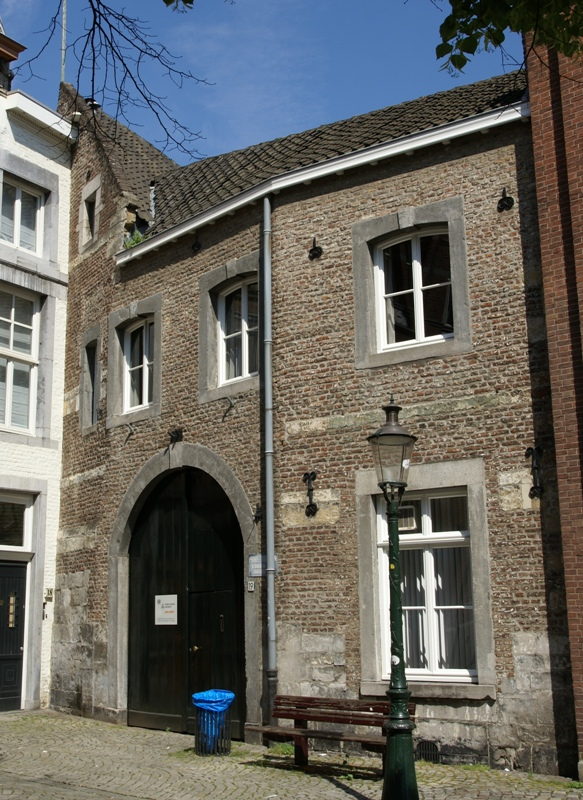
Poort van Leuth
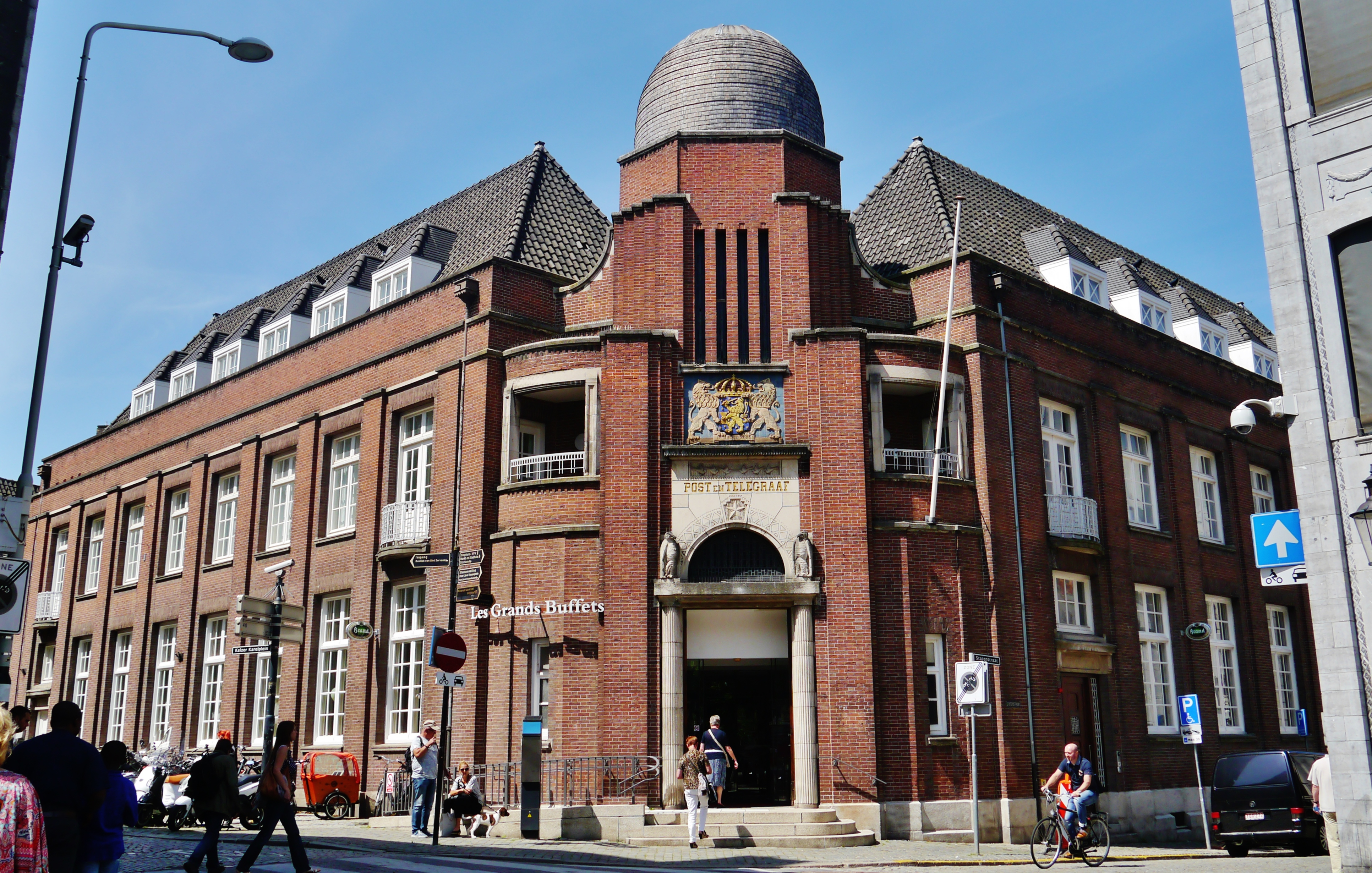
Vm. hoofdpostkantoor

### Kunst en gedenktekens in de openbare ruimte
De neogotische beelden die het noordportaal van de Sint-Servaas sieren, vormen in feite een kunstwerk in de openbare ruimte. Een gotische pinakel van dit portaal staat tegenwoordig in de semi-openbare ruimte van de Sint-Maternushof.
Op de plek van het Heilig Hartbeeld staat sinds 1992 de Sint-Servaasfontein, een groot achthoekig, koperen bassin bekleed met platen van basaltlava, ontworpen door de architect Alphons Boosten. Hierop is een bronzen beeld geplaatst van Sint-Servaas uit 1934 van de Maastrichtse kunstenaar Charles Vos. De fontein stond van 1934 tot 1992 op het Vrijthof. Op het plein bevindt zich verder een granieten herinneringsplaat van Dries Engelen uit 1969 met een bronzen reliëf en, eveneens in brons, een tekst en de namen van uit Maastricht afkomstige militairen, die tijdens de Tweede Wereldoorlog bij de uitoefening van hun functie om het leven kwamen.
Op de keermuur langs het Sint-Servaasklooster is een smeedijzeren hek geplaatst, dat waarschijnlijk uit de tijd van Pierre Cuypers dateert. De smeedijzeren omheining rondom de Julianaboom uit 1909 op het voormalige Julianaplein is vormgegeven in de toen populaire art-nouveau-stijl. Het hekwerk is een rijksmonument; de boom zelf een gemeentelijk monument. Aan diverse gevels zijn antieke straatlantaarns bevestigd.

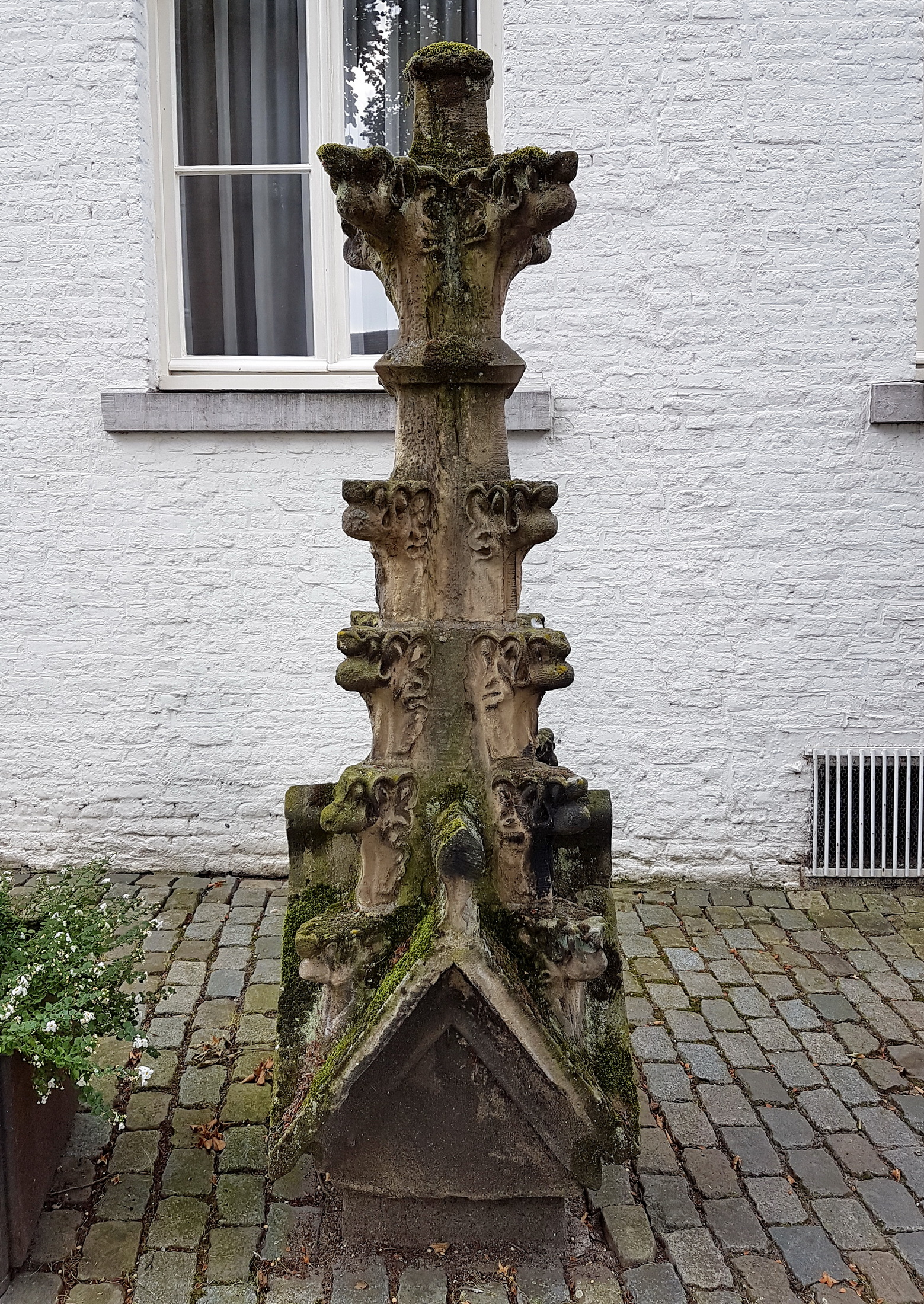
Pinakel Sint-Maternushof
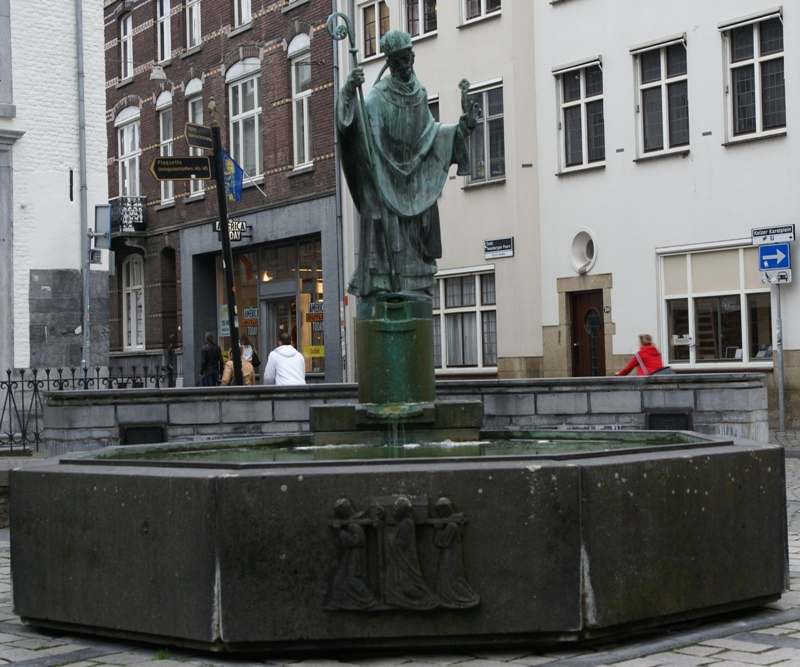
Sint-Servaasfontein
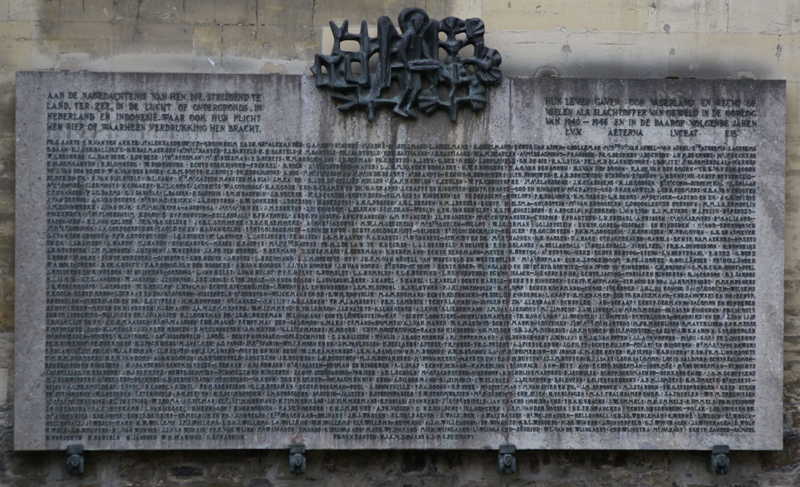
Herdenkingsplaat WOII
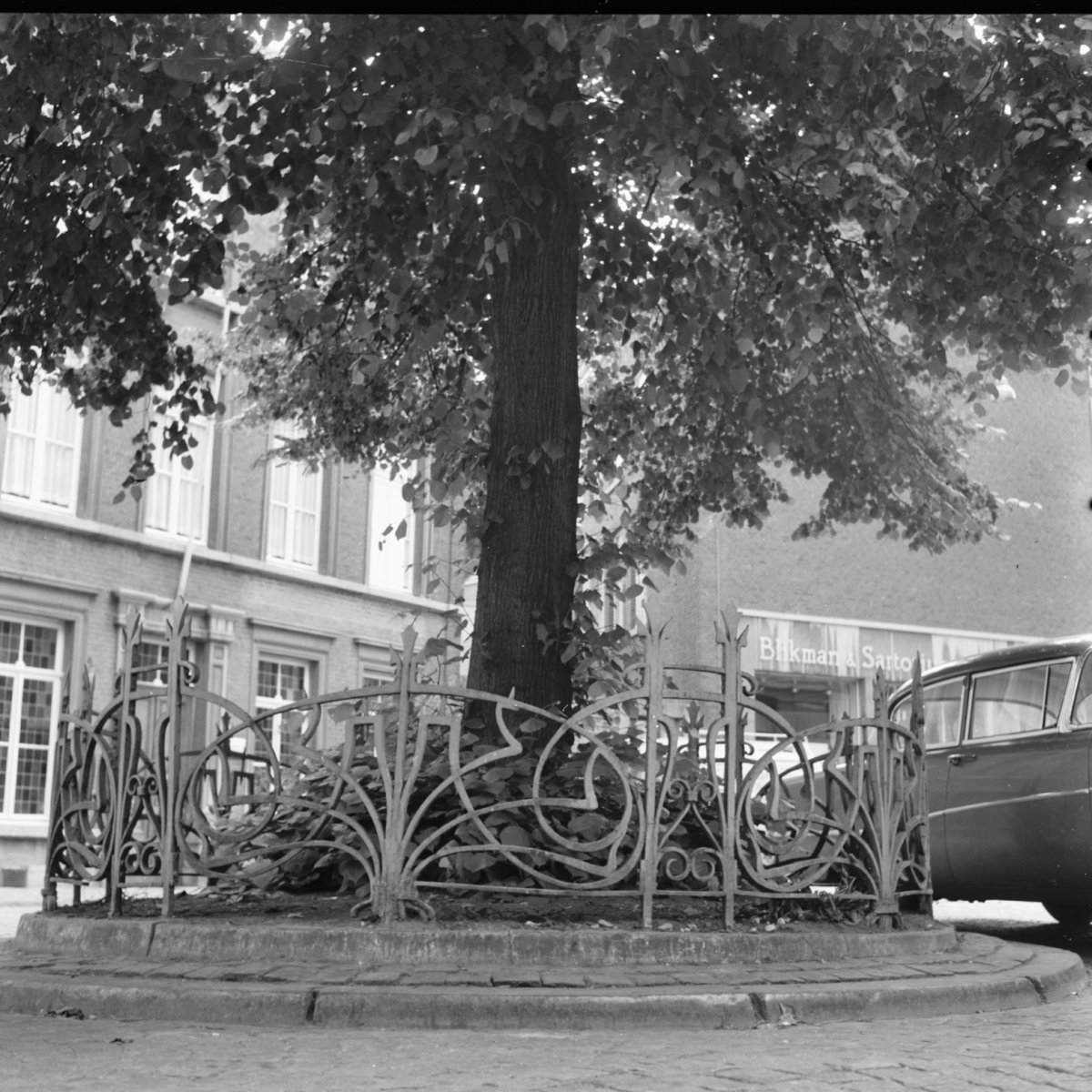
Julianaboom in 1962

## Trivia
- Op de maquette van Maastricht, die een zeer nauwkeurig beeld geeft van Maastricht rond 1750, ontbreekt een deel van de bebouwing van het Keizer Karelplein (onder andere de Maternushof). De reden hiervan is onduidelijk.
- Het Heilig Hartbeeld dat in 1919 op het Keizer Karelplein werd onthuld was het resultaat van een inzamelingsactie na een bezoek in 1916 van een Zuid-Amerikaanse pater, die in opdracht van paus Pius X overal in katholiek Europa de devotie tot het Heilig Hart predikte. Het beeld werd vervaardigd door Joseph Cuypers, de zoon van Pierre Cuypers, die er naar verluidt model voor zou hebben gestaan. De plaatsing op het Keizer Karelplein werd door de Rijkscommissie voor de Monumenten scherp veroordeeld.[13]
- Van 1981 tot 1991 was het Keizer Karelplein de bouwplaats voor de restauratie van de Sint-Servaaskerk. Ruim 10 jaar lang was het plein bedekt met betonplaten en omheind met bouwhekken. Eind 1991 werd het plein heringericht.